# Pissebedkeverslakken
Leptochitonidae (pissebedkeverslakken) is een familie keverslakken.

## Kenmerken
Deze kleine keverslakken (lichaamslengte meestal 4 tot 20 millimeter, nooit groter dan 50 mm) hebben een smalle gordel met gewoonlijk stekels langs de rand. De rug is bedekt met stekels of korrels. De kieuwen liggen in de achterste helft van de mantelgroeve.
De schelpplaten zijn korrelig en hebben elk een zwak ontwikkeld articulamentum. Insertieplaten zijn klein of afwezig.  Bij de soorten die tot het geslacht Lepidopleurus behoren, ontbreken de insertieplaten. Het articulamentum manifesteert zich bij hen dus enkel in de apofysen.

## Verspreiding en leefgebied
In Europa worden één soort uit het genus Lepidopleurus vermeld: Lepidopleurus cajetanus (Poli) en vijftien soorten van Leptochiton, waaronder:
- Leptochiton asellus (Gmelin, 1791) – Pissebedkeverslak
- Leptochiton cancellatus (Sowerby, 1840) – Ronde keverslak
- Leptochiton scabridus (Jeffreys, 1880) – Geruite pissebedkeverslak

## Geslachten
- Leptochiton J.E. Gray, 1847
- Lepidopleurus Leach in Risso, 1826
- Hanleyella Sirenko, 1973
- Oldroydia Dall, 1894